# Parafia św. Wojciecha w Nasielsku
Parafia pw. św. Wojciecha w Nasielsku – parafia należąca do dekanatu nasielskiego, diecezji płockiej, metropolii warszawskiej.
Została erygowana w XII wieku. Od 1 lipca 2023 proboszczem parafii jest ks. kanonik mgr Szczepan Janusz Bugaj.

## Miejsca kultu

### Kościół parafialny
Obecny kościół parafialny pw. św. Wojciecha, neogotycki, trójnawowy, murowany z cegły został wybudowany w latach 1899–1904, według projektu architekta Józefa Piusa Dziekońskiego, staraniem ks. Piotra Krasińskiego. Konsekracji dokonał w 1909 r. bp Antoni Julian Nowowiejski.